# Jorquenay
Jorquenay est une ancienne commune française du département de la Haute-Marne en région Grand Est. Elle est associée à Humes en 1973, formant ainsi la nouvelle commune de Humes-Jorquenay.

## Géographie
Le village est traversé par le canal Champagne-Bourgogne, la Marne, la route D262 et la ligne de Paris-Est à Mulhouse-Ville.

## Toponymie
Jorquenay est attesté sous les formes Jorquenna (1219) ; Jorquenaium (1269) ; Jourquenay (1321) ; Villa de Jorquenayo, villa de Jurquenayo (1334) ; Jorquenay (1464).

Du gaulois *jorcos, « chèvre sauvage », agglutination du nom de personne gallo-romain jorquenus et du suffixe acum qui signifie : « la terre de jorquenus, le chevrier » .

## Histoire
Une partie de la seigneurie de Jorquenay appartenait à l'évêque de Langres et ressortissait à son duché-pairie. En 1789, ce village fait partie de la province de Champagne dans le bailliage de Langres.
Le 1er février 1973, la commune de Jorquenay est rattachée sous le régime de la fusion-association à celle de Humes qui devient Humes-Jorquenay.

## Politique et administration
| Période                                  | Période  | Identité              | Étiquette | Qualité |
| ---------------------------------------- | -------- | --------------------- | --------- | ------- |
|                                          | 2014     | Mireille Schaltegger  |           |         |
| 2014                                     | 2020     | Christine Besancenot  |           |         |
| 2020                                     | en cours | Jean-Pierre Guillemin |           |         |
| Les données manquantes sont à compléter. |          |                       |           |         |

## Démographie
| 1793 | 1800 | 1806 | 1821 | 1831 | 1836 | 1841 | 1846 | 1851 |
| ---- | ---- | ---- | ---- | ---- | ---- | ---- | ---- | ---- |
| 167  | 168  | 187  | 166  | 206  | 193  | 189  | 211  | 238  |

| 1856 | 1861 | 1866 | 1872 | 1876 | 1881 | 1886 | 1891 | 1896 |
| ---- | ---- | ---- | ---- | ---- | ---- | ---- | ---- | ---- |
| 228  | 226  | 204  | 188  | 194  | 278  | 213  | 218  | 201  |

| 1901 | 1906 | 1911 | 1921 | 1926 | 1931 | 1936 | 1946 | 1954 |
| ---- | ---- | ---- | ---- | ---- | ---- | ---- | ---- | ---- |
| 186  | 184  | 163  | 149  | 151  | 183  | 181  | 193  | 186  |

| 1962 | 1968 | - | - | - | - | - | - | - |
| ---- | ---- | - | - | - | - | - | - | - |
| 175  | 149  | - | - | - | - | - | - | - |

## Lieux et monuments
- Église Notre-Dame-de-l'Assomption, bâtie vers 1378 ; nef et clocher reconstruits à la fin du XVIIIe siècle
- Pont tournant sur le canal Champagne-Bourgogne[5]